# Kushimoto
Kushimoto (japanska: 串本町?, Kushimoto-chō) är en landskommun (köping) i Wakayama prefektur i Japan. 
Kushimoto ligger längst söderut på Kiihalvön och udden Shionomisaki är den sydligaste punkten på Japans huvudö Honshū.  